# Clovia perducta
Clovia perducta är en insektsart som beskrevs av Jacobi 1921. Clovia perducta ingår i släktet Clovia och familjen spottstritar. Inga underarter finns listade i Catalogue of Life.